# Liste der Biografien/Kio
Liste der Biografien |
Portal Biografien |
Personensuche
# |
A |
B |
C |
D |
E |
F |
G |
H |
I |
J |
K |
L |
M |
N |
O |
P |
Q |
R |
S |
T |
U |
V |
W |
X |
Y |
Z |
?
 
Ka |
Kb |
Kc |
Kd |
Ke |
Kf |
Kg |
Kh |
Ki |
Kj |
Kl |
Km |
Kn |
Ko |
Kp |
Kr |
Ks |
Kt |
Ku |
Kv |
Kw |
Ky |
Kx |
Kz
 
Kia |
Kib |
Kic |
Kid |
Kie |
Kif |
Kig |
Kih |
Kii |
Kij |
Kik |
Kil |
Kim |
Kin |
Kio |
Kip |
Kir |
Kis |
Kit |
Kiu |
Kiv |
Kiw |
Kix |
Kiy |
Kiz
Die Liste der Biografien führt alle Personen auf, die in der deutschsprachigen Wikipedia einen Artikel haben. Dieses ist eine Teilliste mit 20 Einträgen von Personen, deren Namen mit den Buchstaben „Kio“ beginnt.

## Kio
- Kio Koudizé, Aboubakari (* 1959), nigrischer Journalist und Autor
- Kio, Igor Emiljewitsch (1944–2006), russischer Zauberkünstler und Großillusionist
- Kio, Shimoku (* 1974), japanischer Manga-Zeichner

### Kiog
- Kiogora, Stephen (* 1974), kenianischer Marathonläufer

### Kiok
- Kioka, Futaba (* 1965), japanische Fußballspielerin
- Kioko, Urbanus Joseph (1928–2008), römisch-katholischer Bischof von Machakos, Kenia

### Kiol
- Kiołbasa, Oliwia (* 2000), polnische Schachspielerin

### Kiom
- Kiomourtzoglou, Orestis (* 1998), deutscher FußballspielerOrestis Kiomourtzoglou (* 1998)

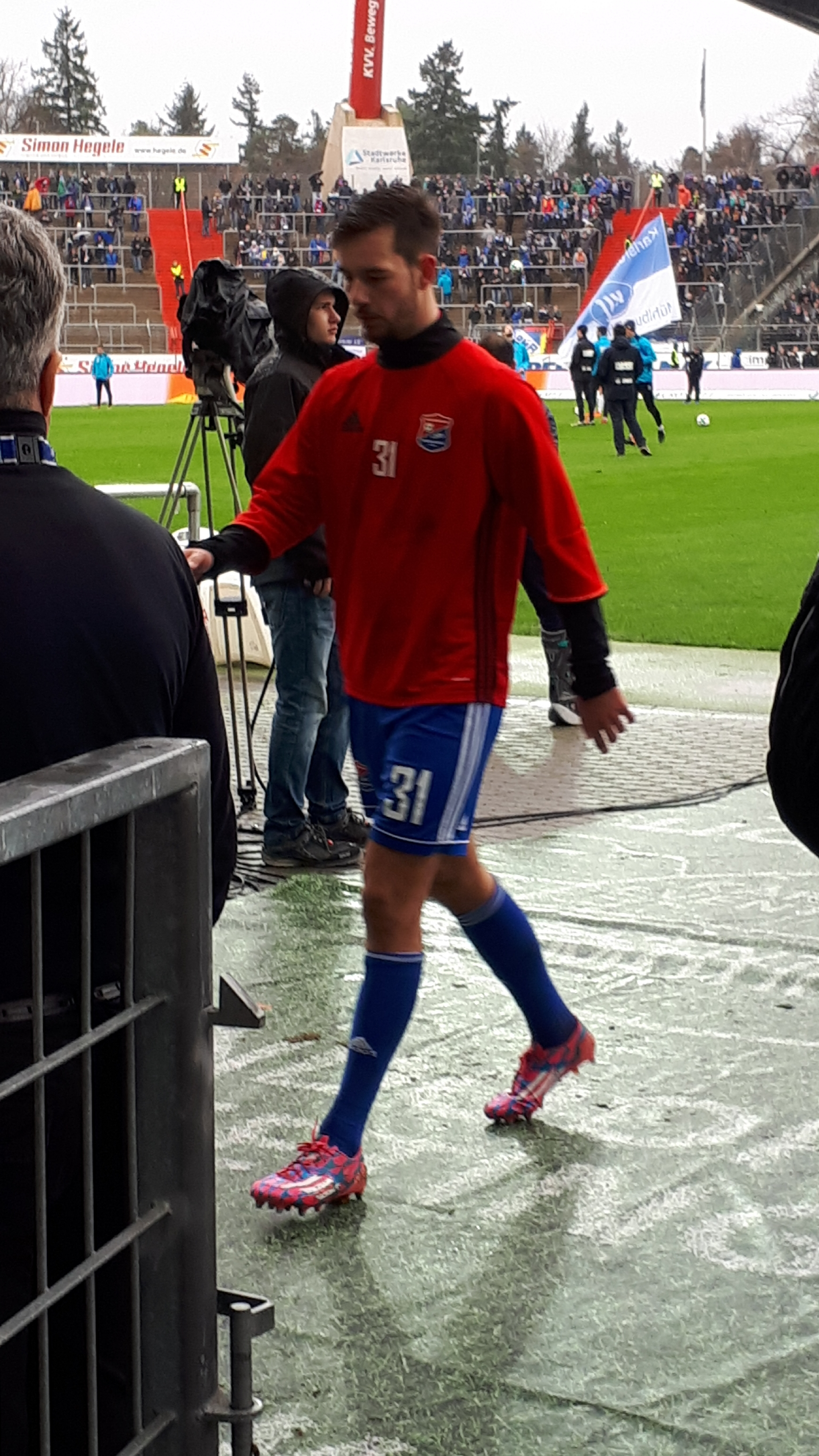
Orestis Kiomourtzoglou (* 1998)

### Kion
- Kionka, Heinrich (1868–1941), deutscher Pharmakologe und Mediziner
- Kionka, Helmuth (1906–1936), deutscher Schauspieler, Autor, Widerstandskämpfer und ein NS-Opfer
- Kionka, Riina Ruth (* 1960), estnische Diplomatin
- Kiontke, Laura (* 1989), deutsche Fußballtorhüterin

### Kior
- Kiörboe, Carl Fredrik (1799–1876), schwedischer Maler

### Kios
- Kiosses, Eleftherios (1923–1942), griechischer Widerstandskämpfer gegen den Nationalsozialismus

### Kiou
- Kiourengian, Artiom (* 1976), griechischer Ringer
- Kiourkenidis, Efstathios (* 1990), griechischer Biathlet
- Kiourkenidou, Christina (* 1993), griechische Biathletin und Skilangläuferin
- Kiousopoulos, Dimitrios (1892–1977), griechischer Politiker und Ministerpräsident

### Kiow
- Kiow, Horst (1919–2010), deutscher Fußballspieler

### Kioy
- Kioyo, Francis (* 1979), kamerunisch-deutscher Fußballspieler